# Donghae
Donghae (kor. 동해시) – miasto w Korei Południowej, w prowincji Gangwon. W 2001 roku miejscowość liczyła 103 115 mieszkańców.

## Miasta partnerskie
- Korea Południowa: Gimje, Dobong-gu
- Japonia: Tsuruga
- Rosja: Nachodka
- Chińska Republika Ludowa: Tumen
- Stany Zjednoczone: Federal Way
- Kanada: Saint John